# Muyucmarca
Muyucmarca ou Muyuq Marka, (orthographes hispanisées du Quechua; Moyoc Marca, Muyucmarca, Muyuqmarca, Muyucmarka, Muyuc Marca, Muyuc Marka), est un sous ensemble du site archéologique inca de Saqsaywaman au-dessus de Cuzco au Pérou. 

## Histoire
Plusieurs chroniqueurs nomment trois tours situées au sommet de la colline de Saqsaywaman. L'un d'eux Pedro Sánchez de la Hoz qui est entré dans Cuzco avec Francisco Pizarro en 1534, raconte qu'il y avait trois tours, celle du milieu en forme cubique de quatre ou cinq étages.
Cependant, le chroniqueur métis Inca Garcilaso de la Vega le contredit en affirmant que la tour du milieu était de forme circulaire. Mais tous les deux conviennent qu'il y avait trois tours et que leurs dimensions étaient considérables. Garcilaso raconte que sous les tours il y avait de grands tunnels interconnectés, même entre les trois tours, il dit aussi que dans son enfance il y jouait.
Par la suite, Pedro Pizarro a évoqué deux tours "formées de deux cubes très hauts", il n'a probablement réussi à observer que Paucamarca et Sallacmarca, parce que Muyucmarca avait déjà été détruite par ses troupes.
Cette tour est célèbre parce que, en 1536 pendant le siège de Cuzco mené par les rebelles de Manco Inca pour reprendre la ville aux conquistadors, lors de la bataille finale le guerrier inca nommé Cahuide sauta du haut de la tour pour ne pas tomber entre les mains des Espagnols.  
Jusqu'en 1934, il n'y avait aucune trace de tour à Saqsaywaman et beaucoup doutaient de leur existence. Cependant, Luis E. Valcárcel (es) a organisé des fouilles archéologiques avec l'autorisation officielle de la municipalité de Cuzco pour rechercher des signes de ces tours. En 1934, il a trouvé les bases de ce qui étaient les tours de Muyucmarca et Sallacmarca, mais aucune trace de Paucamarca n'a été trouvée.   
Le complexe a été démoli sous la domination espagnole, et très probablement, en démantelant les trois tours pour récupérer les matériaux de construction pour leurs bâtiments, églises et cathédrale à Cuzco, les Espagnols ont aussi tenté de cacher toute trace des tours en les enterrant.  

## Description
Ce qui subsiste aujourd'hui est la base de ce qui était une tour ronde de la forteresse inca de Saqsaywaman. À l'origine il y avait trois tours situées dans la partie supérieure de la forteresse : Muyucmarca, Sallacmarca et Paucamarca, au sud de la triple muraille cyclopéenne et sa porte monumentale de granite. 
Muyucmarca était une tour cylindrique d'une hauteur équivalente à environ quatre étages, soit une dizaine de mètres de haut (une vingtaine selon les sources) et un diamètre d'environ 22 m. Elle était à l'ouest de la forteresse. La seconde tour au centre avait une forme quadrangulaire et de son sommet on pouvait voir toute la ville de Cuzco. La troisième, identique, s'élevait à l'est de la forteresse.
Avec d'autres bâtiments rectangulaires, greniers ou magasins, qui restent pour la plupart encore aujourd'hui, l'ensemble aurait été utilisé comme temple à Inti le dieu Soleil.

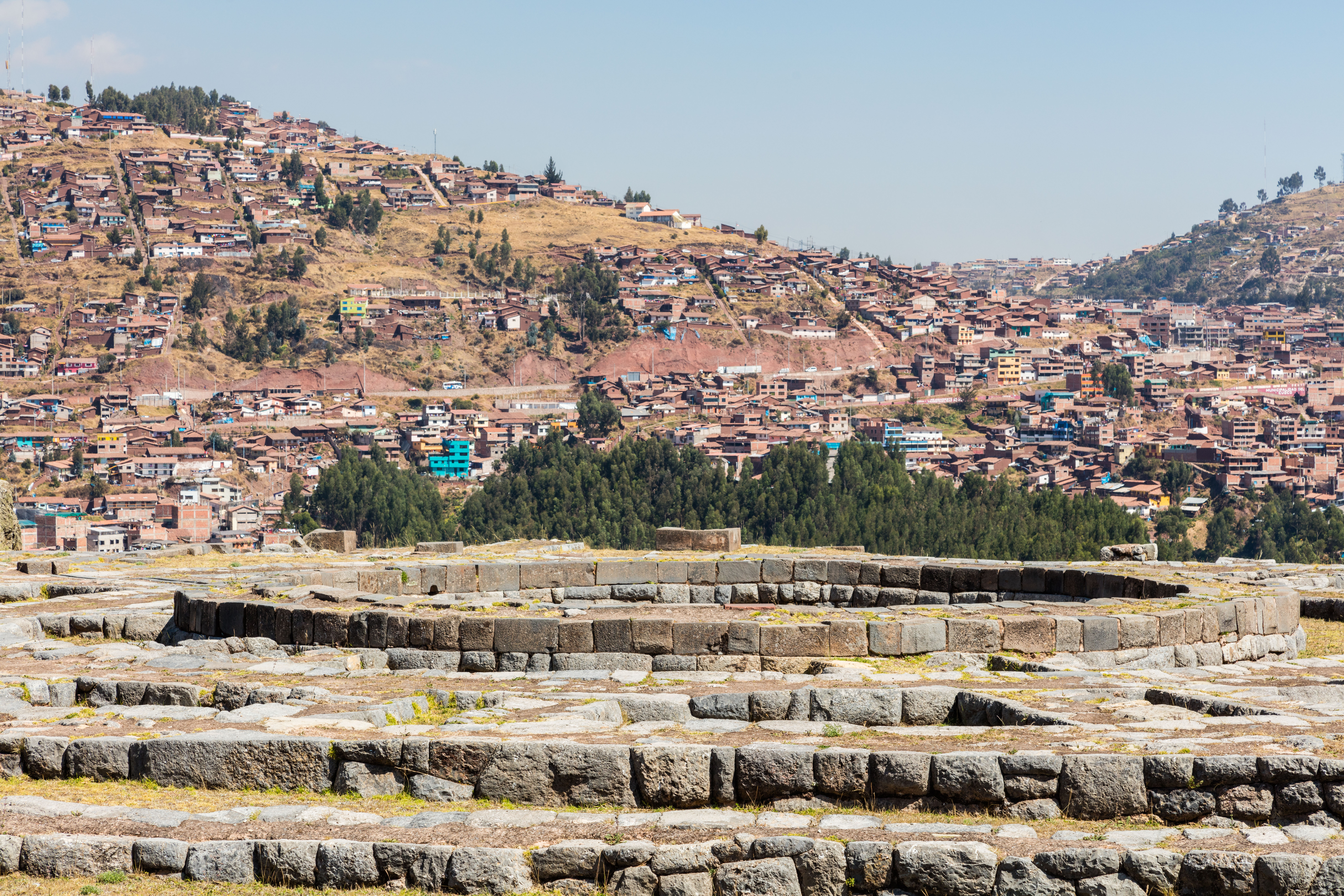
Muyucmarca et la ville de Cuzco en arrière plan.

Selon le chroniqueur métis Inca Garcilaso de la Vega, cette tour était un château d'eau. Ce qui reste de la tour indique qu'il s'agissait d'un « bâtiment rond avec une cour centrale ouverte qui avait une fontaine ». L'édifice était entouré par trois murs, de pierre circulaires concentriques reliés par une série de murs radiaux orientés sur les points cardinaux. 
Trois canaux amènent l'eau dans ce que de nombreux scientifiques considèrent aussi comme un réservoir. Un motif en forme de bande de 34 lignes se croise au centre et il existe également un motif de cercles concentriques qui correspond à l'emplacement des parois circulaires.
À l'origine, le Muyucmarca était un bâtiment de 4 étages. Le premier corps aurait eu un plancher carré, le second aurait été cylindrique, comme le troisième. Les étages successifs auraient formé des terrasses circulaires de largeur décroissante, la plus large de 3,6 m et la plus étroite de 3 m. La tour aurait été couverte par un toit conique. 
Cet édifice étonnant a suscité l'admiration de plusieurs chroniqueurs de l'époque. Les Espagnols l'ont détruit, malgré les protestations de Pedro Cieza de León et d'Inca Garcilaso.

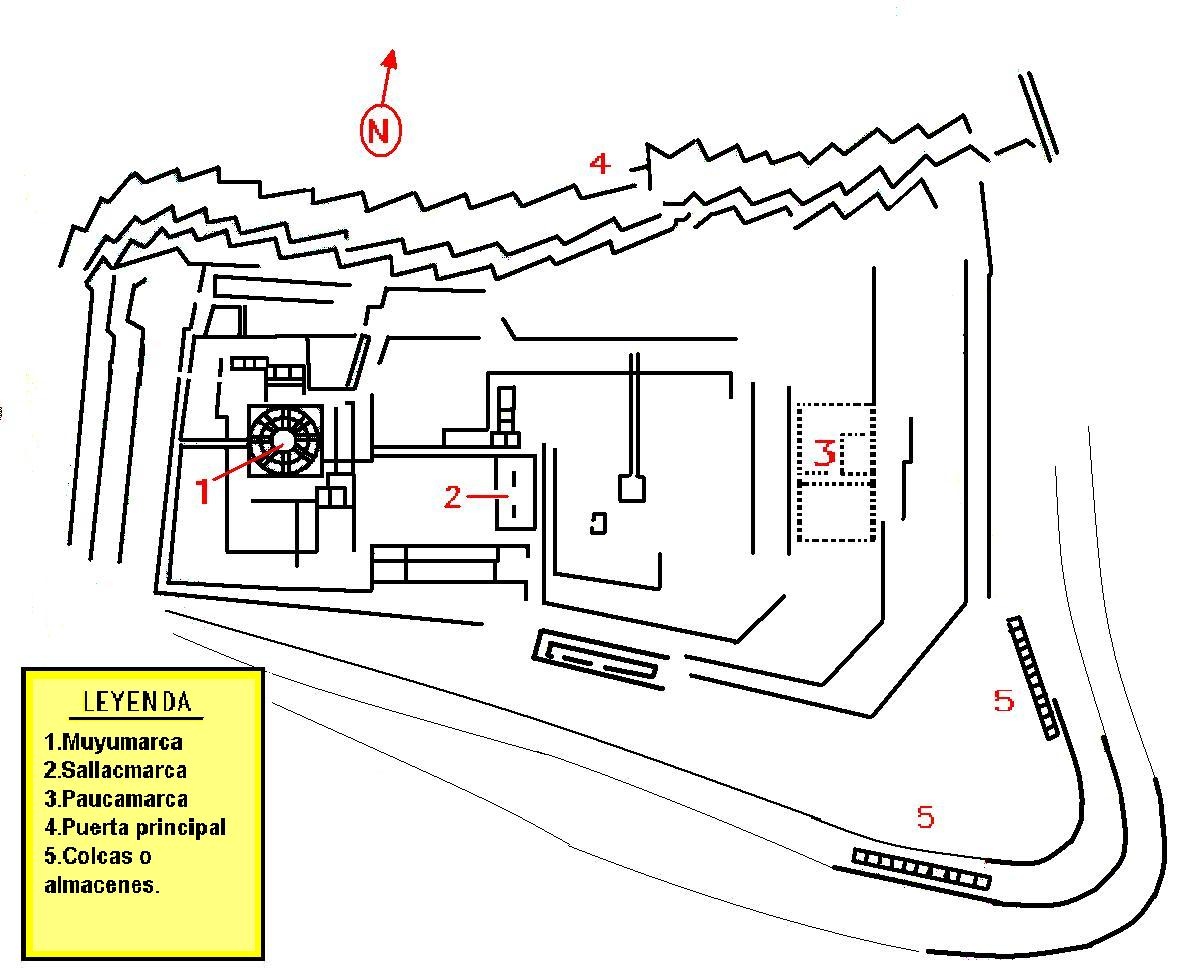
Carte de Saqsaywaman.